# Laurens ten Dam
Laurens Jan ten Dam (Zuidwolde, 13 de novembro de 1980) é um ciclista holandês, profissional desde 2004. É atual membro da equipe LottoNL-Jumbo, de UCI ProTour.
Representou os Países Baixos durante os Jogos Olímpicos de Verão de 2008 em Pequim. Lá, terminou em 64º na prova de estrada individual.
Em sua honra, destaca uma vitória de etapa do Critérium Internacional.